# Adolf Jasník
Adolf Jasník, vlastním jménem Adolf Míček (15. února 1888, Kopřivnice – 5. února 1928 Ostrava), byl český básník.

## Život
Narodil se ve městě Kopřivnice do chudé rodiny. Vystudoval kopřivnickou školu a poté měšťanskou školu v Příboře. Chtěl se stát učitelem, avšak byl odmítnut, protože nesplňoval podmínky pro přijetí. V 19 letech započal svou cestu po Evropě. Aby se uživil, musel pracovat jako dělník v průmyslových závodech, v lomech nebo na stavbách. Občas pracoval i jako písař, malíř nebo dokonce i jako herec.
Během 1. světové války byl v italské koloně. Později, v době převratu, byl raněn na Slovensku.
Pokusil se usadit společně s herečkou Emilií Lyseckou, nicméně jejich manželství nikterak dlouho nevydrželo. Vrátil se zpět do Kopřivnice, kde se stal úředníkem ve firmě Tatra. Od roku 1922 byl jedním z členů Pěveckého sdružení Kopřivnice. Zemřel 5. února 1928 v ostravské nemocnici.
Na Jasníkovu památku byla v roce 1934 vybudována Jasníkova studánka v Motýlím údolí v Kopřivnici.

## Dílo
- Svazek z r. 1913
- Svazek z r. 1924 "Slyšte! Těď zpívá ptačí klec"
- Svazek z r. 1927 "Hráč na rudé srdce"